# Itter, Österrike
Itter är en ort och kommun i distriktet Kitzbühel i förbundslandet Tyrolen i Österrike.